# Sigma Star Saga
Sigma Star Saga è un videogioco del 2005 sviluppato da WayForward Technologies per Game Boy Advance.

## Modalità di gioco
Sigma Star Saga mescola il gameplay dei videogiochi di ruolo con elementi da shoot 'em up.